# Communauté de communes Cœur de Berry
Die Communauté de communes Cœur de Berry ist ein französischer Gemeindeverband mit der Rechtsform einer Communauté de communes im Département Cher in der Region Centre-Val de Loire. Der Gemeindeverband wurde am 1. Januar 2017 gegründet und umfasst 11 Gemeinden (Stand: 1. Januar 2020). Der Verwaltungssitz befindet sich in der Gemeinde Lury-sur-Arnon.

## Historische Entwicklung
Der Gemeindeverband entstand mit Wirkung vom 1. Januar 2017 durch die Fusion der Vorgängerorganisationen
- Communauté de communes Les Terres d’Yèvre und
- Communauté de communes Les Vals de Cher et d’Arnon.

Im Jahre 2018 beschlossen die Räte der Gemeinden Mehun-sur-Yèvre und Foëcy den Austritt aus dem Gemeindeverband und die Aufnahmen in die Communauté d’agglomération Bourges Plus bzw. in die Communauté de communes Vierzon-Sologne-Berry. Die Gemeinde Allouis fand sich durch diesen Schritt territorial isoliert von den restlichen Gemeinden und schloss sich der Communauté de communes Terres du Haut Berry an. Die Aufnahme der Gemeinden in die neuen Gemeindeverbände wurden von Verordnungen des Präfekten am 14. Dezember 2018 beurkundet.
Im Herbst 2018 sprach die Gemeinde Massay ebenfalls den Wunsch nach einem Austritt aus dem Gemeindeverband zum 1. Januar 2019 aus. Die Präfektur verweigerte jedoch diese Maßnahme vor dem 1. Januar 2020, die dann schließlich an diesem Datum vollzogen wurde.

## Mitgliedsgemeinden
| Gemeinde                             | Einwohner 1. Januar 2022 | Fläche km² | Dichte Einw./km² | Code INSEE | Postleitzahl |
| ------------------------------------ | ------------------------ | ---------- | ---------------- | ---------- | ------------ |
| Brinay                               | 507                      | 29,48      | 17               | 18036      | 18120        |
| Cerbois                              | 398                      | 18,45      | 22               | 18044      | 18120        |
| Chéry                                | 225                      | 13,54      | 17               | 18064      | 18120        |
| Lazenay                              | 282                      | 30,74      | 9                | 18124      | 18120        |
| Limeux                               | 171                      | 13,17      | 13               | 18128      | 18120        |
| Lury-sur-Arnon                       | 662                      | 13,84      | 48               | 18134      | 18120        |
| Méreau                               | 2.649                    | 18,65      | 142              | 18148      | 18120        |
| Poisieux                             | 217                      | 10,30      | 21               | 18182      | 18290        |
| Preuilly                             | 473                      | 14,94      | 32               | 18186      | 18120        |
| Quincy                               | 821                      | 18,19      | 45               | 18190      | 18120        |
| Sainte-Thorette                      | 473                      | 26,54      | 18               | 18237      | 18500        |
| Communauté de communes Cœur de Berry | 6.878                    | 207,84     | 33               | –          | –            |